# Ла-Іглесуела-дель-Сід
Ла-Іглесуела-дель-Сід (ісп. La Iglesuela del Cid) — муніципалітет в Іспанії, у складі автономної спільноти Арагон, у провінції Теруель. Населення — 505 осіб (2010).
Муніципалітет розташований на відстані близько 290 км на схід від Мадрида, 70 км на схід від міста Теруель.

## Демографія
Динаміка населення (INE ):

## Галерея зображень

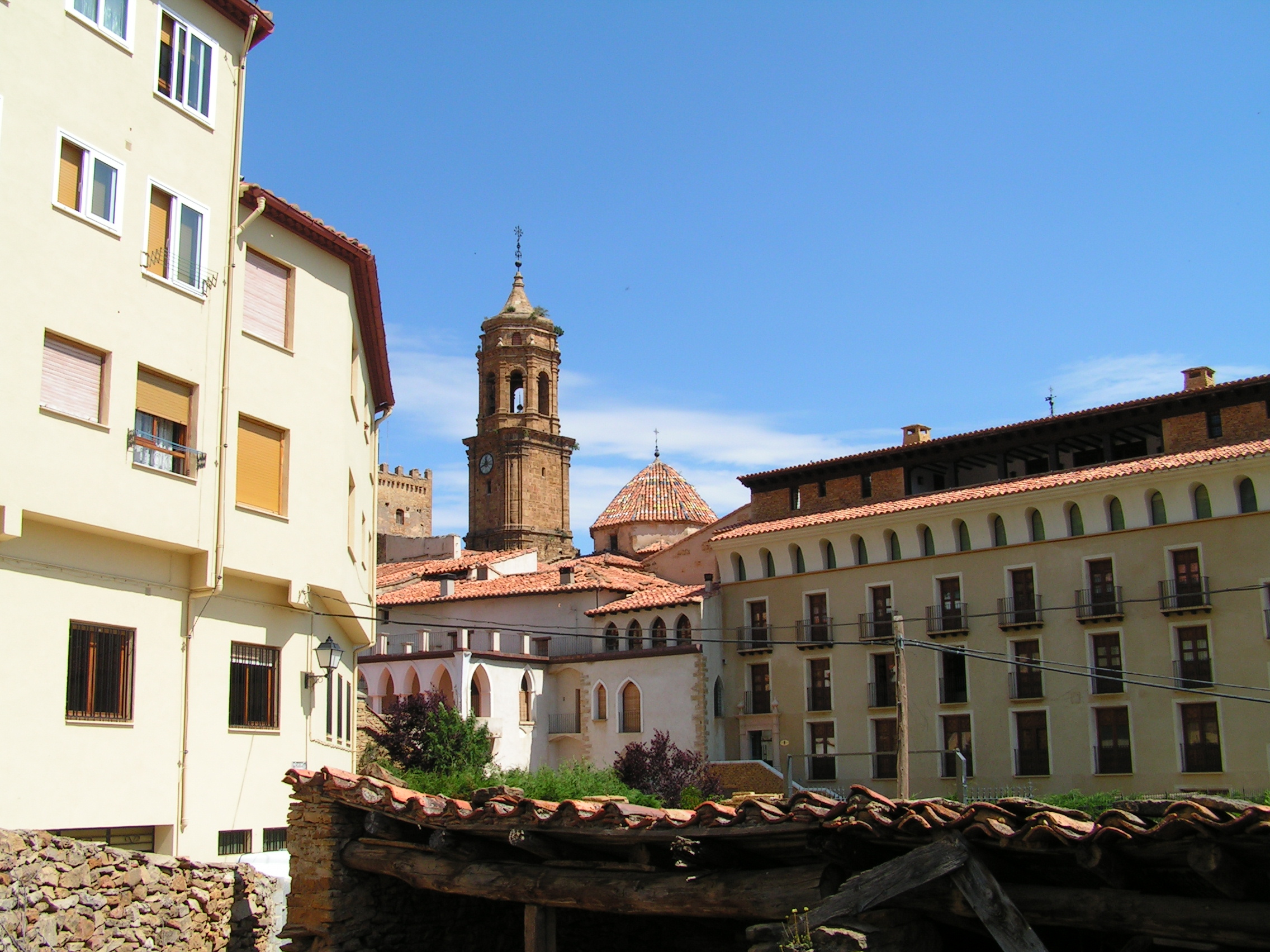
Ла-Іглесуела-дель-Сід